# 1997 TK1
1997 TK1 är en asteroid i huvudbältet som upptäcktes den 3 oktober 1997 av OCA–DLR Asteroid Survey (ODAS).
Asteroiden har en diameter på ungefär 5 kilometer.